# Hipotaxă
Termenul hipotaxă, din limba greacă veche (hypótaxis, derivat din verbul hypotássein „a aranja sub”), este folosit în lingvistică, în retorică și în stilistică.
În lingvistică, hipotaxa nu este definită în mod unitar. Conform unei definiții, este un procedeu sintactic care exprimă printr-o conjuncție subordonatoare sau coordonatoare raportul de dependență între două propoziții care se succed într-un enunț lung. În limba franceză sunt exemple de hipotaxă următoarele: Cet homme est habile, aussi réussira-t-il „Omul acesta este abil, de aceea va reuși”, Cet homme est habile et il réussira „Omul acesta este abil și va reuși”, Cet homme réussira parce qu’il est habile „Omul acesta va reuși, pentru că este abil”.
Altă definiție restrânge hipotaxa la construcții realizate prin raport de subordonare, în care constituenții acestora sunt legați prin conjuncții subordonatoare sau pronume relative, ori sunt construcții cu verb la infinitiv. Exemplu în limba engleză: The keeper laughed when the dog barked „Paznicul a râs când a lătrat câinele”.
Aceste definiții au în comun opunerea termenului „hipotaxă” cu termenul „parataxă”, care pune în legătură entități lingvistice prin juxtapunere, adică simplă alăturare, și diferențiere în vorbire cu ajutorul intonației, iar în scris având între ele semne de punctuație. Exemple:
fr  Cet homme est habile, il réussira „Omul acesta este abil, va reuși”;
en  The keeper laughed; the dog barked „Paznicul a râs, câinele a lătrat”.
Unii autori consideră că termenul „hipotaxă” aparține de fapt retoricii, în lingvistică corespunzându-i termenul „subordonare”.
În stilistică, cu referire la limba literaturii artistice, prin hipotaxă se înțelege un procedeu stilistic, cel de a folosi relativ multe propoziții subordonate într-o frază sau în fraze care se succed. Un scriitor care este cunoscut pentru a fi folosit frecvent acest procedeu, este Marcel Proust. Scriitorul Laurent Mauvignier, de exemplu, spune că în al său „patrimoniu genetic” este și caracteristica stilistică a hipotaxei, ceea ce i se datorează în parte lui Proust și lui Honoré de Balzac.